# Мтьєла Касанда
Мтьєла Касанда (*1840 — 2 грудня 1884) — нтемі (володар) держави Урамбо в 1860—1884 роках. Відомий як Мірамбо. Британський мандрівник Генрі Мортон Стенлі прозвав його «Африканським Бонапартом».

## Життєпис
Був сином Касанди, молодшого вождя одного з племен народу ньямвезі або сином правителя Уйови. За молоду зайнявся традиційною справою ньямвезі, що контролювали торгівельні шляхи від держав Луба і Казембе до озера Вікторія.
Йому належали торгові каравани, які перевозили з району Великих озер на заході до прибережних міст Східної Африки слонову кістку та рабів. Завдяки торгівлі з європейцями він накопичив чималі статки. Придбав вогнепальну зброю з метою створення власного війська. Спочатку його основою були підлітки-сироти.
1858 року захопив владу в державі Уйова, що протирічало традиції. Протягом 1860-х років збройно і дипломатично поступово розширював свої володіння. 1860 року захопив державу Ульянкулу. Невдовзі перетягнув на свій бік народність ватуту, частину народу нгоні, що зазнав поразки у боротьбі проти держави Бемба. Отримав від Мпангалали, вождя ватуту, знання про європейську військову систему підготовки: від молодого до ветерана. Запровадив аналогічну, яка отримала назву ругаруга. Невдовзі її чисельність сягнула 10 тис. осіб. За цим приймає ім'я мірамбо (Тіло ньямвезі) та перейменовує свої володіння в державу Урамбо.
У 1870-х роках уклав союз з Мсірі, який намагався підкорити важливий регіон Уньямвезі (на захід від озера Танганьїка). Спочатку боровся проти Мкасіви, нтемі (володаря) держави Уняньембе. 1875 року допоміг Мсірі вигнати арабських торгівців з Уньямвезі. Втім мав дружні відносини з афроарабських торгівцем Тіппу Тіпом.

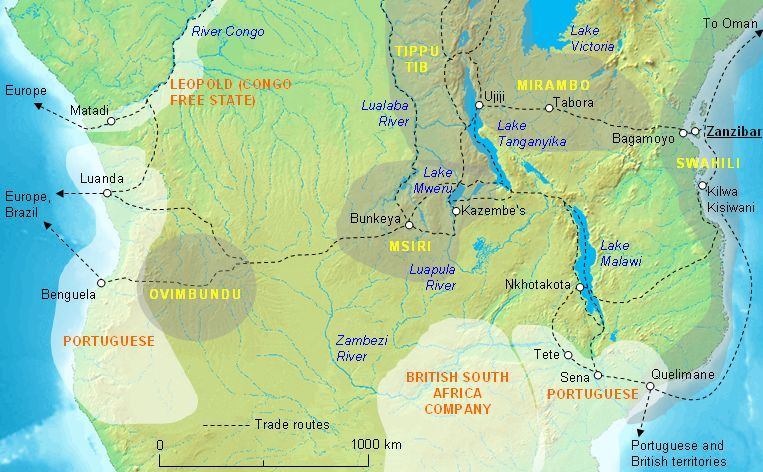
Держава Урамбо

У 1870-х Мірамбо був тісно пов'язаний із Філіппом Бруйоном, швейцарським купцем, що діяв у цьому регіоні. Він також вітав місіонерів Джона Мортона з Церковного місіонерського товариства та Ебенезера Саутона з Лондонського місіонерського товариства.
1879 року заснував власну столицю Ізелемагазі. Продовжував активно розширювати володіння до самої смерті. Зумів поставити під владу велику територію між озером Вікторія, озером Танганьїка та Центральною Танганьїкою. наприкінці життя контролював значні частини караванних шляхів від узбережжя до Буганди та басейну Конго і став головним військовим та економічним гравцем у торгівлі Східної Африки.
Помер 1884 року від хвороби горла від час військової кампанії проти держави Укене. За непідтвердженою версією його було задушено. Невдовзі його держава розпалася на декілька дрібних вождеств, чим скористалися арабські торгівці для відновлення свого провідного статусу. 1891 року ці землі увійшли до Німецької Східної Африки.